# Kloster Steinfeld

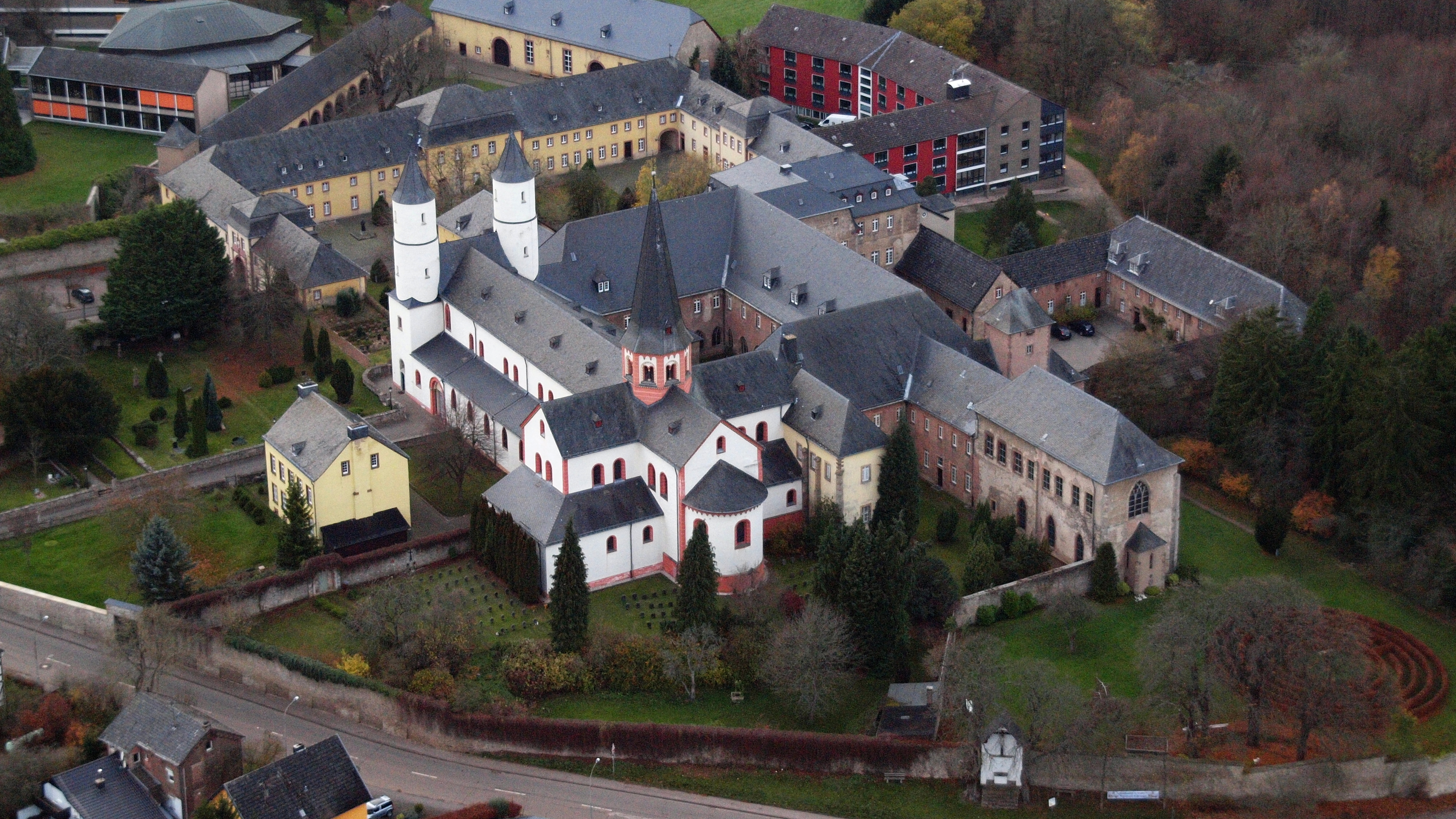
Kloster Steinfeld, Luftaufnahme (2015)

Kloster Steinfeld in der Eifel ist eine ehemalige Prämonstratenserabtei mit einer bedeutenden Basilika aus dem frühen 12. Jahrhundert. Weithin sichtbar auf einer Anhöhe im Süden der nordrhein-westfälischen Gemeinde Kall gelegen, bildet das „Eifelkloster“ mit wenigen umliegenden Häusern den Ortsteil Steinfeld.
Die Klosteranlage befindet sich seit 1923 im Besitz des Salvatorianerordens.

## Geschichte

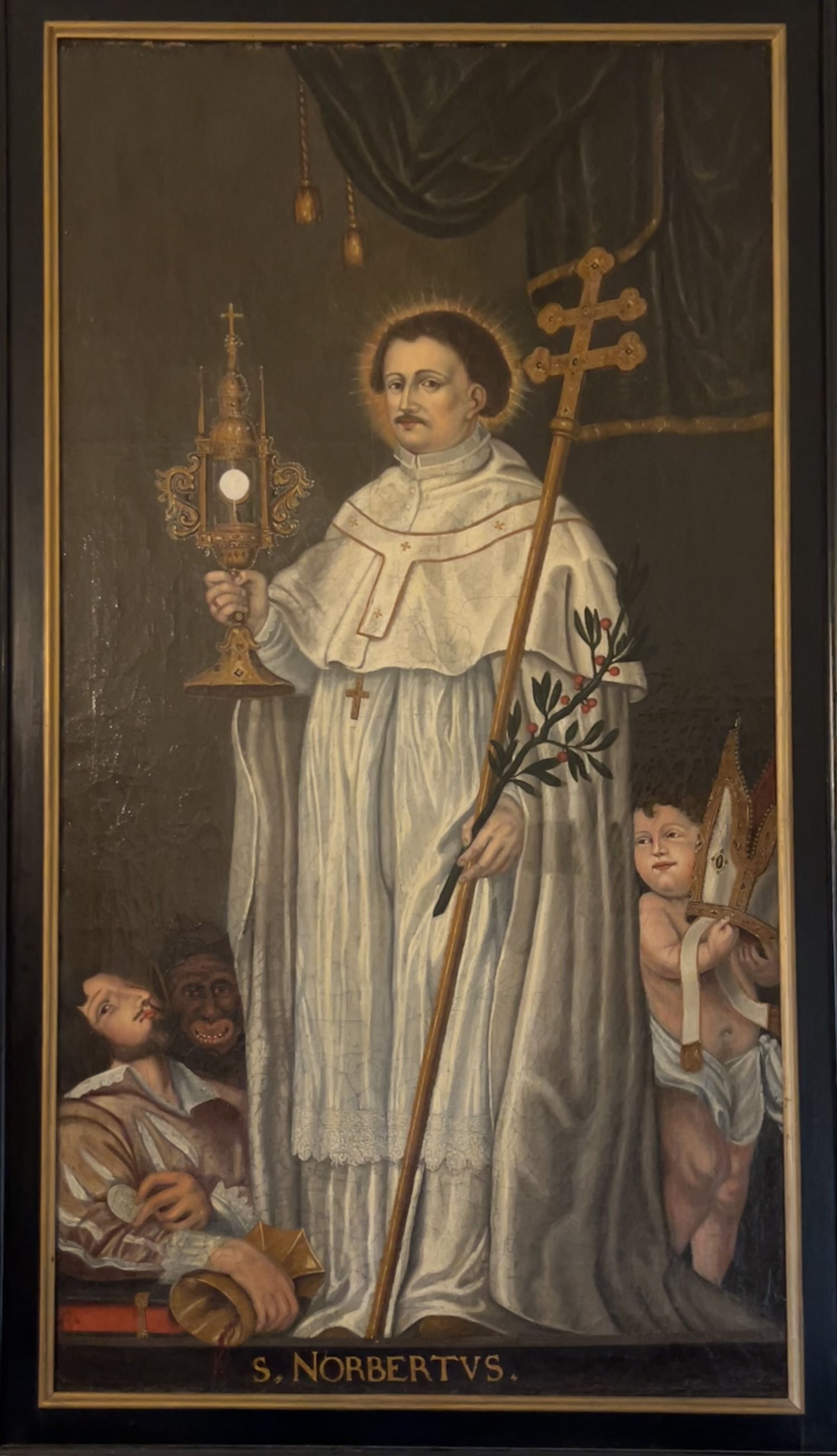
Norbert von Xanten, Gründer des Prämonstratenserordens; Bild bei der Klosterpforte

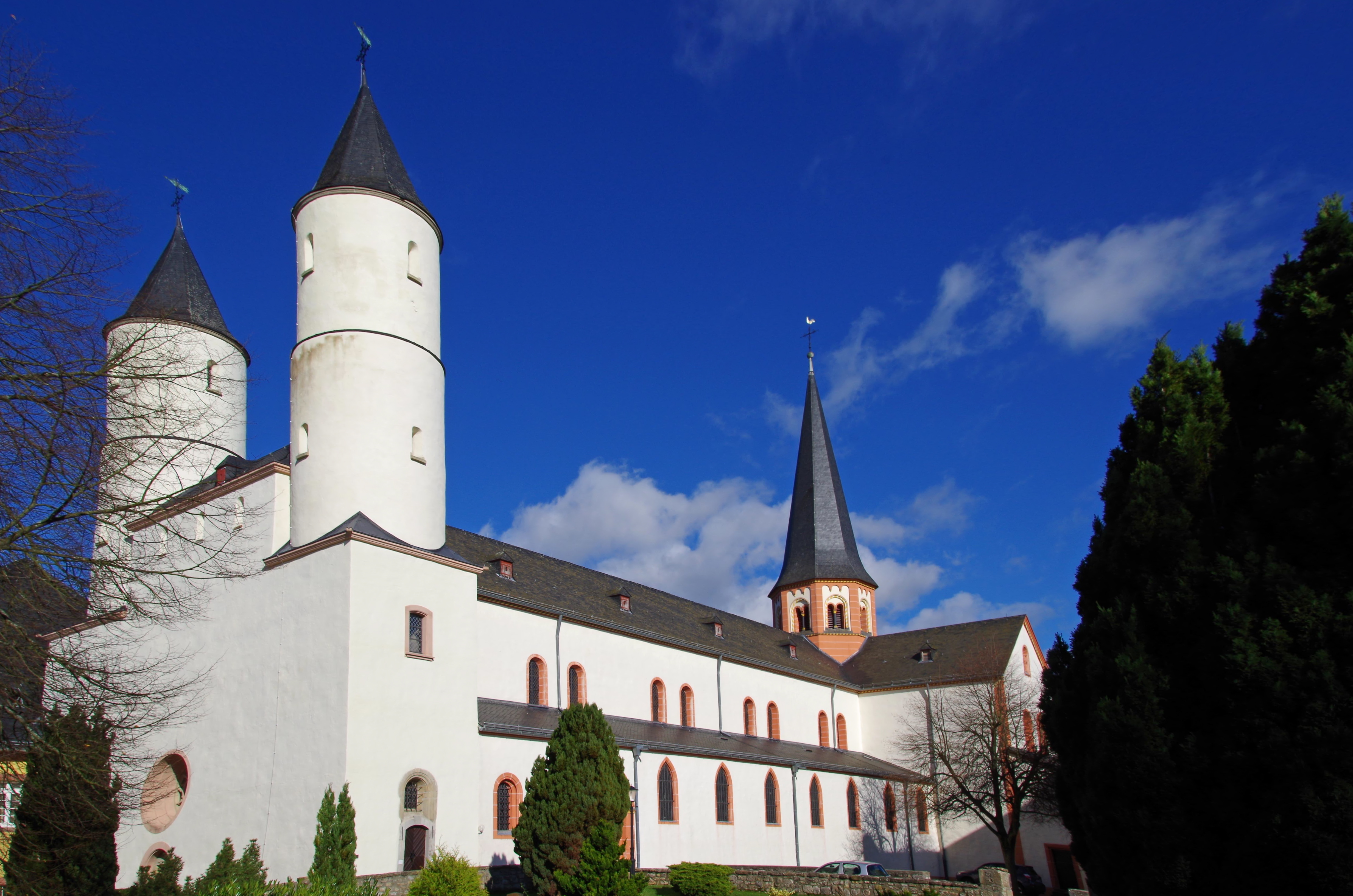
Kloster Steinfeld, Südansicht der Basilika

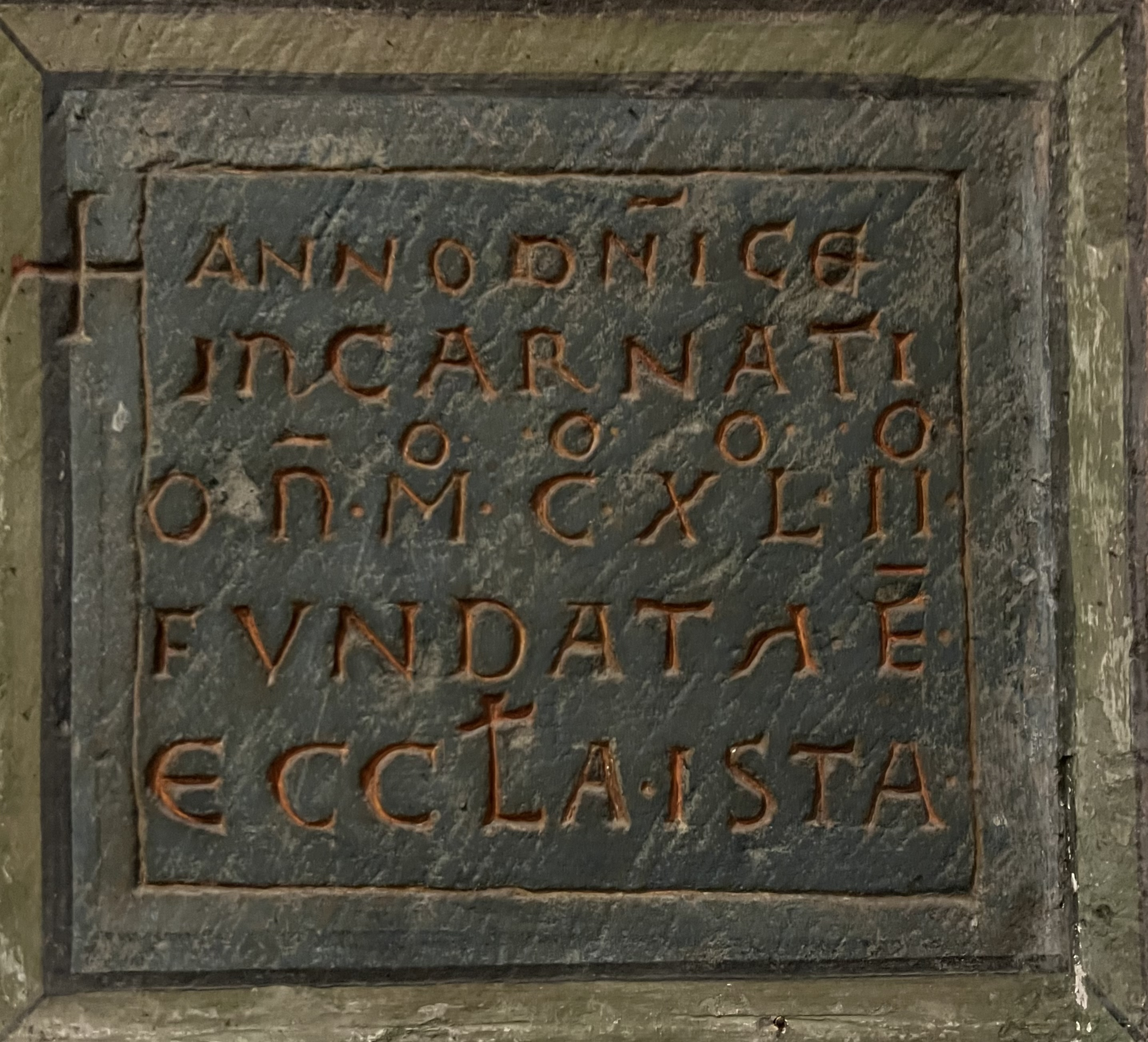
Grundstein in der Kirche

Obwohl die Anfänge des Klosters bis circa 920 zurückreichen, erfolgte die erste klösterliche Niederlassung in Steinfeld 1070.

### Prämonstratenser-Kloster
1130 wurde das Kloster von Prämonstratensern übernommen. Das Kloster wurde ein bedeutendes kirchliches Zentrum im deutschen Reich und hatte zahlreiche Tochterniederlassungen in Europa, zum Beispiel das Kloster Strahov in Prag. 1184 bekam das Kloster Steinfeld den Status einer Abtei. Sie betrieb in Köln den Steinfelder Hof nahe der Kirche St. Gereon im Westen der Stadt. Hier gründete Abt Christophorus Pilckmann 1615 das Collegium Norbertinum, das zur Vorbereitung und als Wohnort der Ordensangehörigen diente, die an der alten Kölner Universität studierten.
Im Jahr 1200 wurde auf Bitte des Grafen Heinrich III. von Sayn unter Abt Erenfried nach den Regeln des Prämonstratenserordens ein neuer Konvent gebildet und in das neu gestiftete Kloster Sayn entsandt. Die ununterbrochene Reihe von 44 Äbten wurde erst 1802 durch die Säkularisation beendet. Nach der Klosterauflösung diente die Anlage verschiedenen weltlichen Zwecken, die Basilika wurde als Pfarrkirche weiter genutzt. Die Pfarrei St. Potentinus bildet heute mit mehreren anderen Pfarreien die Gemeinschaft der Gemeinden Hl. Hermann-Josef Steinfeld im Bistum Aachen.

### Salvatorianer in Steinfeld
Die Anlage wurde 1923 von den Salvatorianern als Kloster übernommen, die das Hermann-Josef-Kolleg Steinfeld, ein Gymnasium, gründeten, das ursprünglich vor allem Ordensnachwuchs gewinnen sollte, dann aber auch externe Schüler und seit 1971 Schülerinnen aufnahm. Das angeschlossene Internat wurde 2013 geschlossen. In dessen Räumen betreibt die Stiftung Kloster Steinfeld seit 2015  das nach Franziskus-Jordan benannte Gästehaus mit der Kunstakademie Kloster Steinfeld; die Stiftung führt als Trägerin das Gymnasium fort.
Vom 10. bis 13. März 2025 fand die Frühjahrsvollversammlung der Deutschen Bischofskonferenz im Kloster Steinfeld statt.

### Klostervorsteher
Nachstehende Liste bezieht sich auf die Series praepositorum et abbatum Steinfeldensium:
| Pröpste - Eberwin von Helfenstein 1121–1160 - Ulrich 1160–1170 - Werner 1170–1178 - Tezelin 1178 - Hermann 1178–1184 Äbte - 01. Albert 1184–1189 - 02. Erenfried 1189–1208 - 03. Eberhard 1208–1211 - 04. Makarius 1211–1247 - 05. Gerhard 1247–1248 - 06. Goswin I. 1248–1252 - 07. Lambert 1252–1258 - 08. Goswin II. von Jülich 1248–1272 - 09. Johann I. von Löwen 1272–1279 - 10. Wimar 1279–1298 - 11. Adolf von Dollendorf 1298–1304 - 12. Friedrich 1304–1334 - 13. Marsilius 1334–1356 - 14. Winrich Rumschüttel 1356–1362; trat zurück - 15. Matthias von Fischenich 1362–1366; trat zurück - 16. Konrad I. 1366–1369; trat zurück - 17. Gerhard II. von Höningen 1369–1380; seines Amtes enthoben - 18. Gottfried von Bungenberg 1381–1388; von Bretonen ermordet | - 19. Gerhard III. von Wichterich 1389–1412 - 20. Jakob I. von Rützheim 1412–1416 - 21. Christian I. von Zirn 1417–1425; von Mitbrüdern vergiftet - 22. Wilhelm Herper von Wied 1425–1439 - 23. Johann II. Buschelmann von Stammheim 1439–1465 - 24. Christian II. von Arnoldsweiler 1465–1467 - 25. Johann III. von Altena 1468–1483 - 26. Reiner Hundt von Euskirchen 1484–1492 - 27. Johann IV. von Düren 1492–1501 - 28. Johann V. von Münstereifel 1501–1509; starb an der Pest - 29. Gottfried II. Kessel 1509–1517 - 30. Johann VI. Schuys von Ahrweiler 1517–1538; trat zurück - 31. Simon Diefenbach von Hasselt 1538–1540 - 32. Jakob II. Panhausen aus Opoeteren 1540–1582 - 33. Balthasar Panhausen 1582–1606 - 34. Christophorus Pilckmann aus Bonn 1606–1630 - 35. Norbert Horrichem aus Erp 1630–1661 - 36. Johann VII. aus Lückerath 1661–1680 - 37. Theodor Firmenich aus Düren 1680–1693 - 38. Michael Kuell aus Zülpich 1693–1732 - 39. Christian III. Steinheuer aus Üdinghoven 1732–1744 - 40. Johann VIII. Begasse 1744–1750 - 41. Gabriel Hilger aus Hannebach (Adenau) 1750–1766 - 42. Evermodus Claessen 1767–1784 - 43. Felicius Adenau 1784–1790 - 44. Gilbert Surges 1790–1802 |

## Basilika St. Potentinus, Felicius und Simplicius

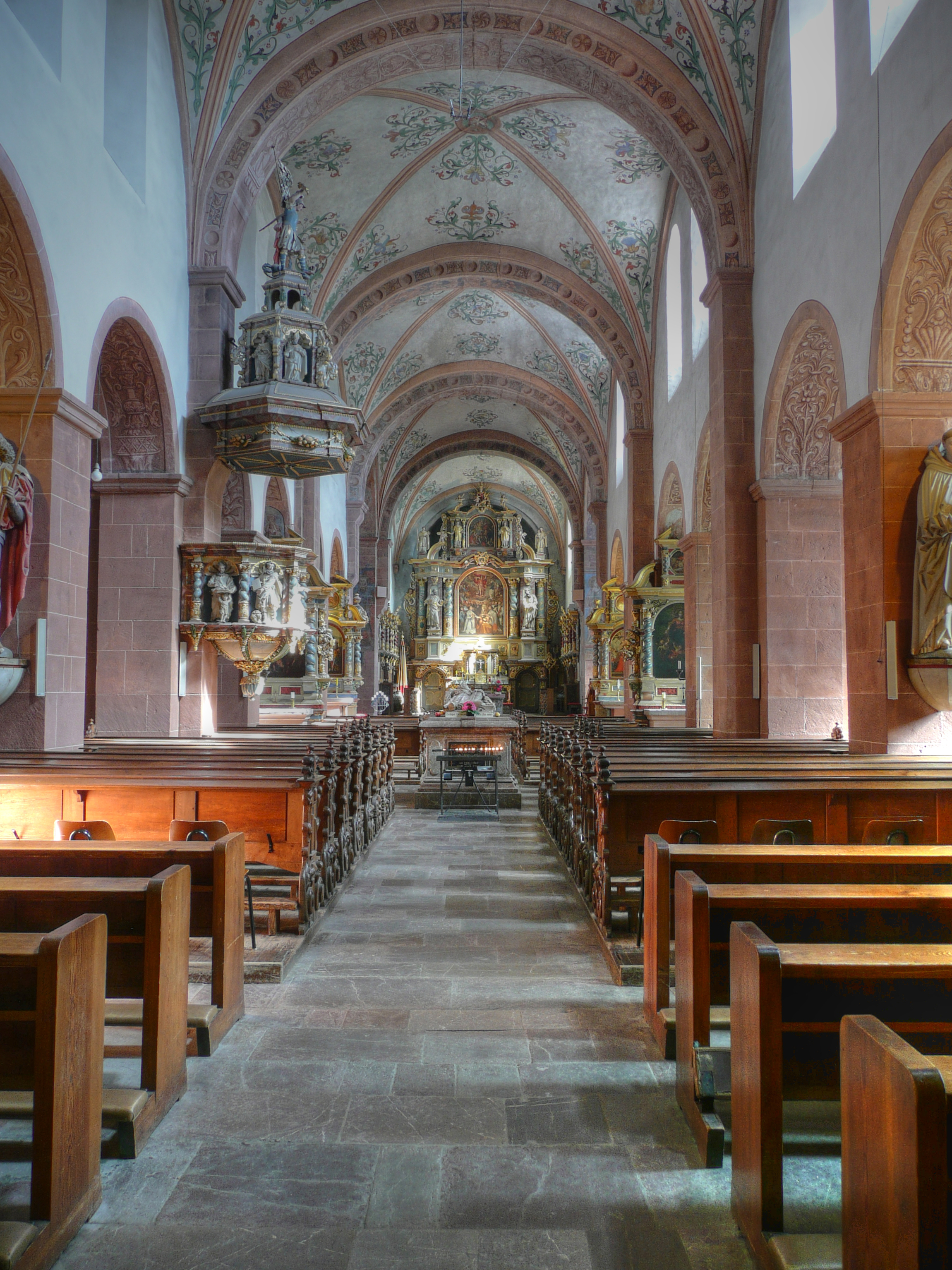
Hauptschiff der Basilika (Blick zum Hochaltar)

Die dem Kloster angeschlossene Basilika wurde zwischen 1142 und 1150 als eine der frühesten deutschen Gewölbekirchen von den Prämonstratensern erbaut. Sie ist dem heiligen Potentinus und seinen beiden Söhnen Felicius und Simplicius geweiht, deren Schrein aus dem 13. Jahrhundert heute im Louvre in Paris aufbewahrt wird. Heute umfasst das Gebäude Teile mehrerer Kunstrichtungen, vom originalen romanischen Stil über Gotik, Renaissance und Barock bis zu modernen Stahlapplikationen. Die Basilika hat insgesamt acht Joche und sechs Kapellen, darunter die Stephanuskapelle und die Ursulakapelle. Die Basilika bewahrt die sterblichen Überreste des als Heiliger verehrten Hermann Joseph von Steinfeld. Den Rang einer päpstlichen Basilica minor erhielt sie Kirche 1960.

### Hermann-Joseph-Grab
Das Grab Hermann Josephs von Steinfeld, in der Mitte der Kirche platziert und von einer 1732 hergestellten Platte mit einer liegenden Figur aus Alabaster bedeckt, macht die Kirche zu einem Wallfahrtsort. Das eigentliche Grabmal aus Urfter Marmor stammt aus dem Jahr 1701. Traditionsgemäß liegen stets ein paar frische Äpfel auf dem Grab neben der Alabaster-Figur. Nach einer Legende soll Hermann Joseph einmal dem Jesuskind der Muttergottes in der Kirche St. Maria im Kapitol zu Köln einen Apfel angeboten haben, den es angenommen habe.

### König-Orgel

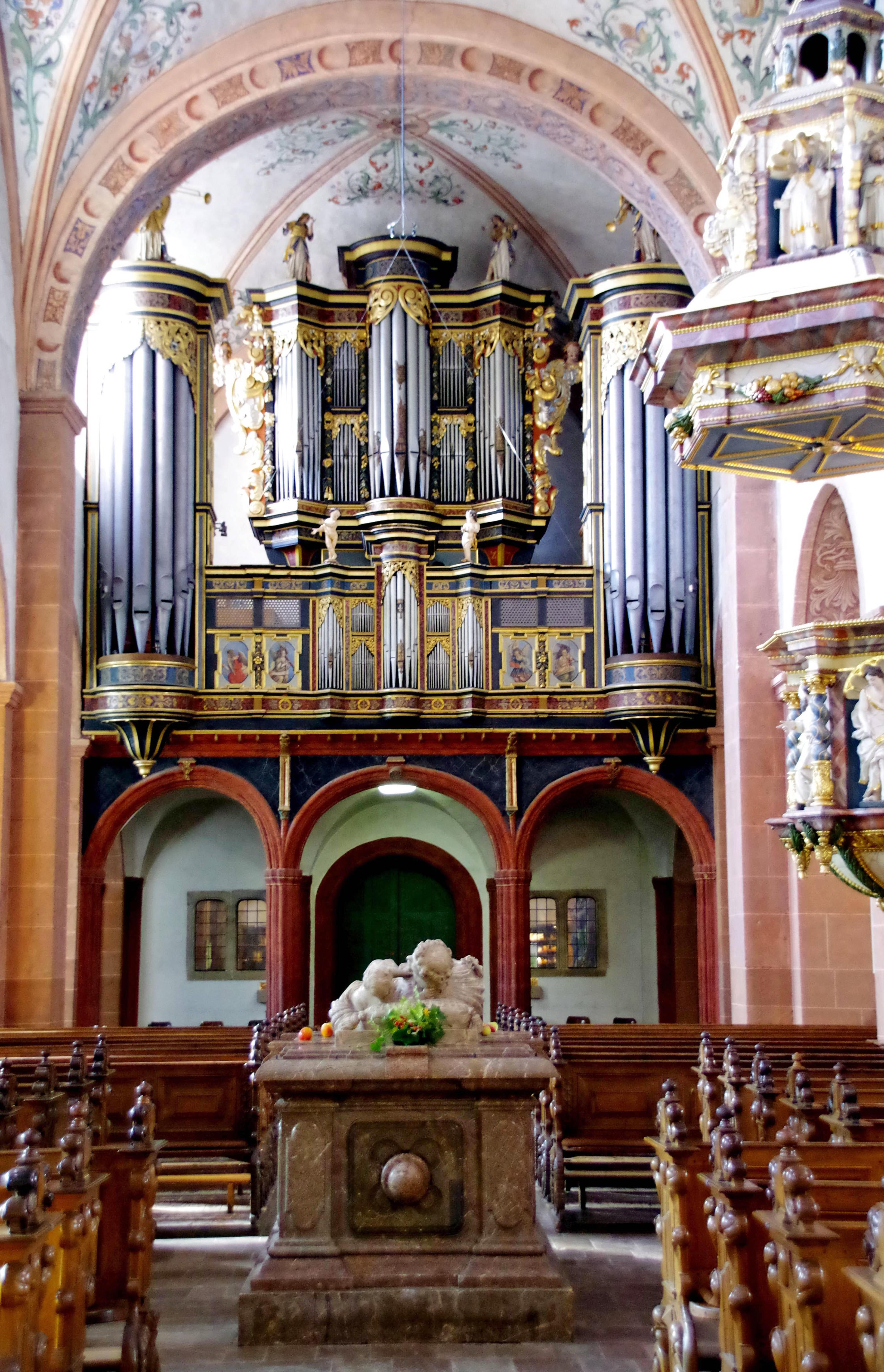
Blick durchs Mittelschiff mit dem Grab des Hermann Joseph auf die Orgel

Bereits im 16. Jahrhundert verfügte die Steinfelder Basilika entweder über eine Schwalbennestorgel an der nördlichen Langschiffwand oder eine Lettner-Orgel. 1509 wurde der Lettner vom dritten Joch ins Eingangsjoch der Kirche versetzt, wo um 1600 – vermutlich durch Floris Hoque aus Brabant – die erste große Orgel entstand. Für diese Orgel wurde 1678 im Barockdekor ein neues achtfüßiges Hauptwerksgehäuse errichtet, das nach 1720 durch ein Rückpositivgehäuse und zwei Pedaltürme in der Emporenbrüstung ergänzt wurde. Vollendet wurde die Orgel 1727 von Balthasar König aus Bad Münstereifel. König verwendete hierzu die alten Pfeifenbestände (17 Register). So entstand ein Orgelwerk mit 29 Registern.
Eine Modernisierung (Erweiterung auf 46 Register, Elektrifizierung der Spiel- und Registertraktur) erfuhr die Orgel 1934. 1977 wegen Funktionsstörungen stillgelegt, wurde sie – nach umfangreichen Forschungsarbeiten – 1981 im ursprünglich barocken Stil von der Orgelbauwerkstatt Weimbs aus Hellenthal aufwendig restauriert, so dass sie sich nun bezüglich Spieltechnik und Klang weitgehend wieder im Zustand von 1727 befindet. Sie hat 1956 Pfeifen, 35 klingende Register und eine mechanische Spiel- und Registertraktur. Das Pfeifenwerk ist größtenteils original erhalten. An den ältesten Pfeifen sind noch Gießtuchspuren zu erkennen. Es ist eine der bedeutendsten Orgeln des rheinischen Barock. Die Disposition lautet:
| I Rückpositiv C–c3 |                 |        |
| 1.                 | Hollpfeif       | 8′     |
| 2.                 | Flaut travers   | 8′     |
| 3.                 | Prästant        | 4′     |
| 4.                 | Flaut           | 4′     |
| 5.                 | Quint           | 3′     |
| 6.                 | Octav           | 2′     |
| 7.                 | Cornet III      | 2 ⁄3′  |
| 8.                 | Tintinabulum II | 1 3⁄5′ |
| 9.                 | Mixtur          | 1′     |
| 10.                | Cromhorn        | 8′     |
|                    | Tremolant       |        |

| II Hauptwerk C–c3 |                |        |
| 11.               | Bordun         | 16′    |
| 12.               | Principal      | 8′     |
| 13.               | Hollpfeif      | 8′     |
| 14.               | Viola di Gamba | 8′     |
| 15.               | Octav          | 4′     |
| 16.               | Quint          | 3′     |
| 17.               | Superoctav     | 2′     |
| 18.               | Terz           | 1 3⁄5′ |
| 19.               | Cornet IV      | 4′     |
| 20.               | Mixtur         | 1 ⁄2′  |
| 21.               | Cymbel         | 2⁄3′   |
| 22.               | Trompet        | 8′     |
| 23.               | Claron         | 4′     |

| III Echowerk C–c3 |              |       |
| 24.               | Gedackt      | 8′    |
| 25.               | Flaut douce  | 4′    |
| 26.               | Nasard       | 3′    |
| 27.               | Octav        | 2′    |
| 28.               | Sesquialtera | 2 ⁄3′ |
| 29.               | Vox humana   | 8′    |
|                   | Tremulant    |       |

| Pedalwerk C–d1 |           |     |
| 30.            | Principal | 16′ |
| 31.            | Subbaß    | 16′ |
| 32.            | Octav     | 8′  |
| 33.            | Octav     | 4′  |
| 34.            | Bombart   | 16′ |
| 35.            | Trompet   | 8′  |

- Koppeln: II/I, I/P, II/P
- Nebenregister: Nachtigall

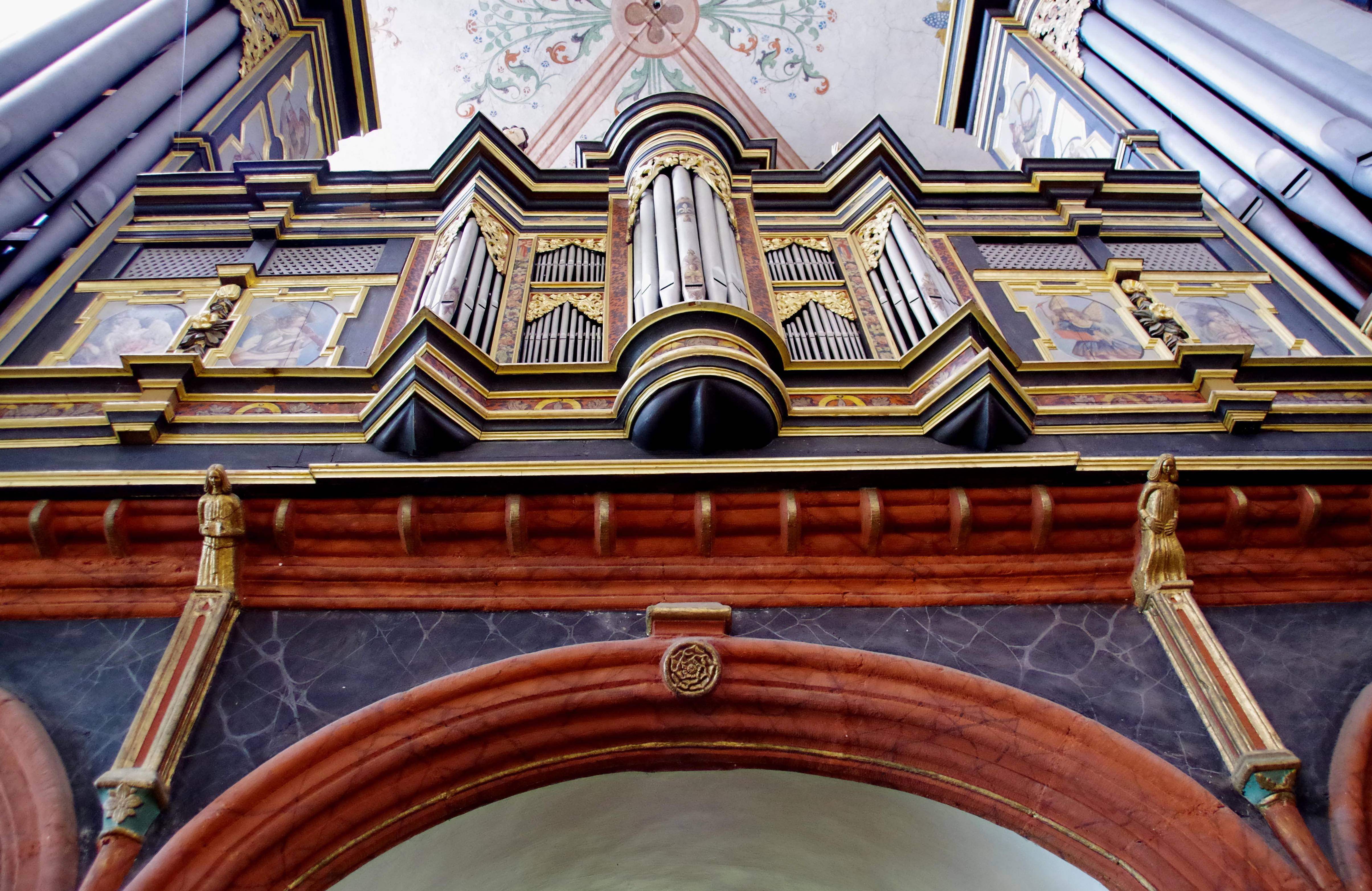
Emporenbogen mit Rückpositiv
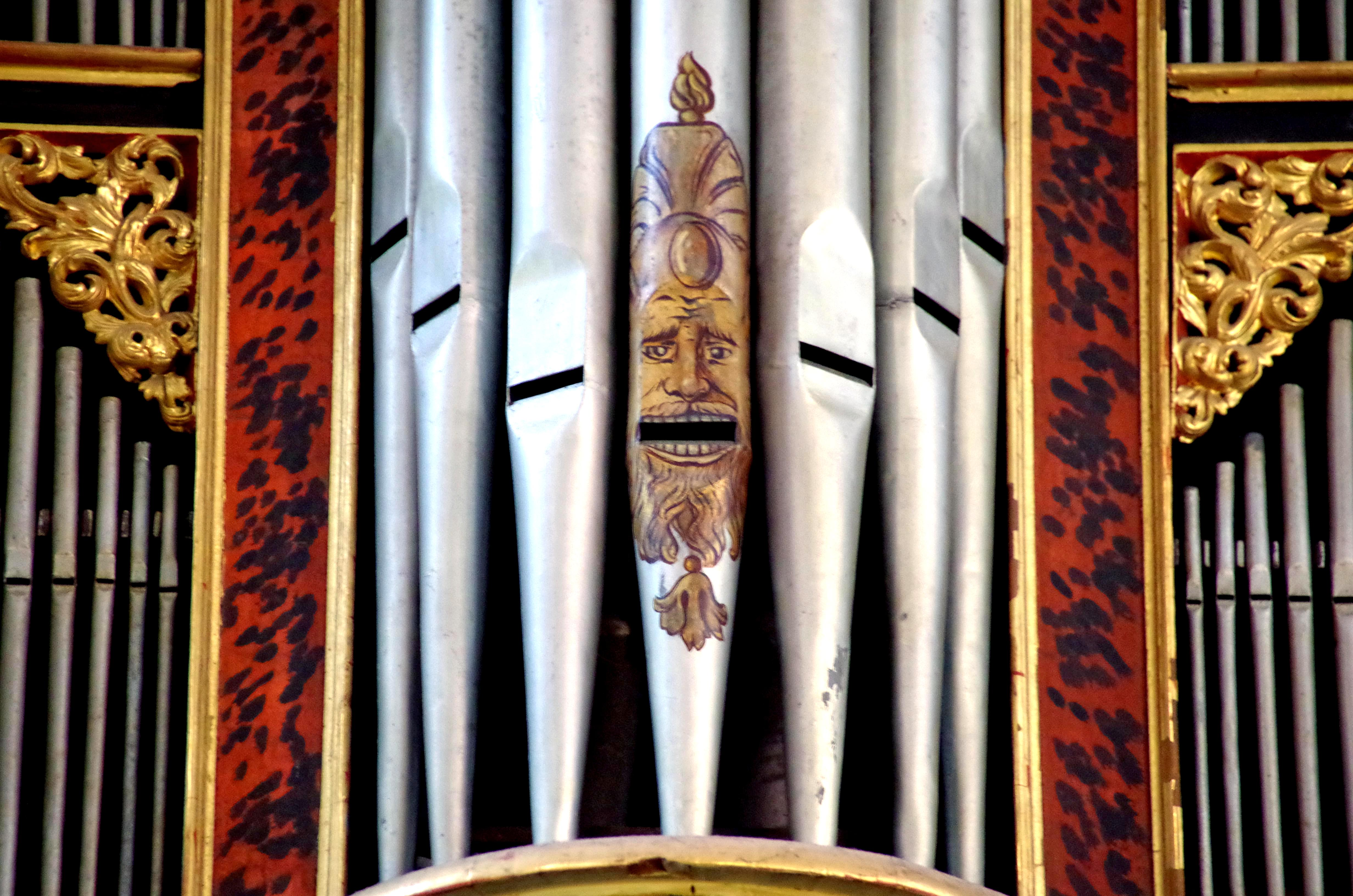
Verzierte Orgelpfeife
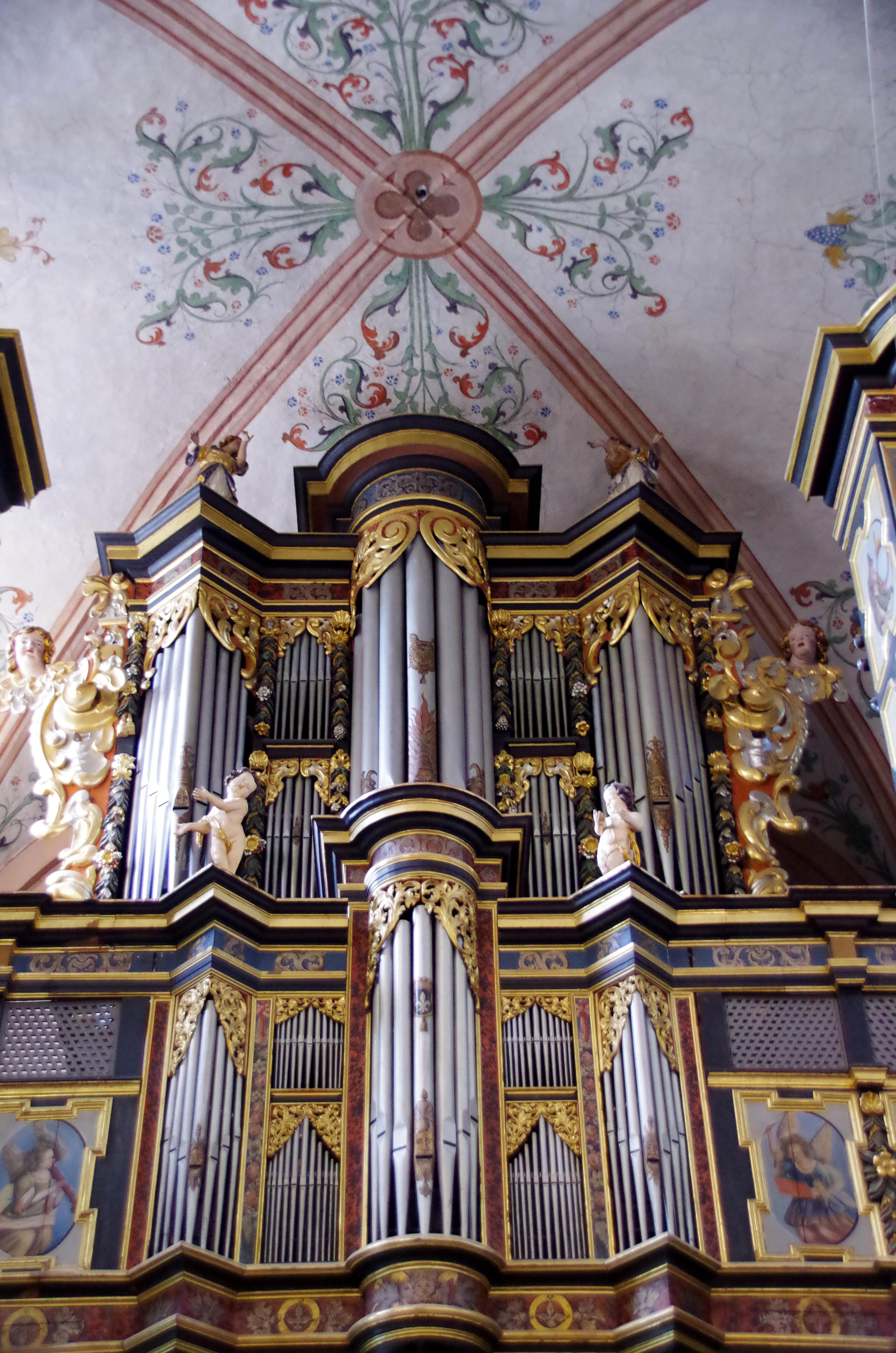
Königorgel Steinfeld, Hauptwerk und Rückpositiv
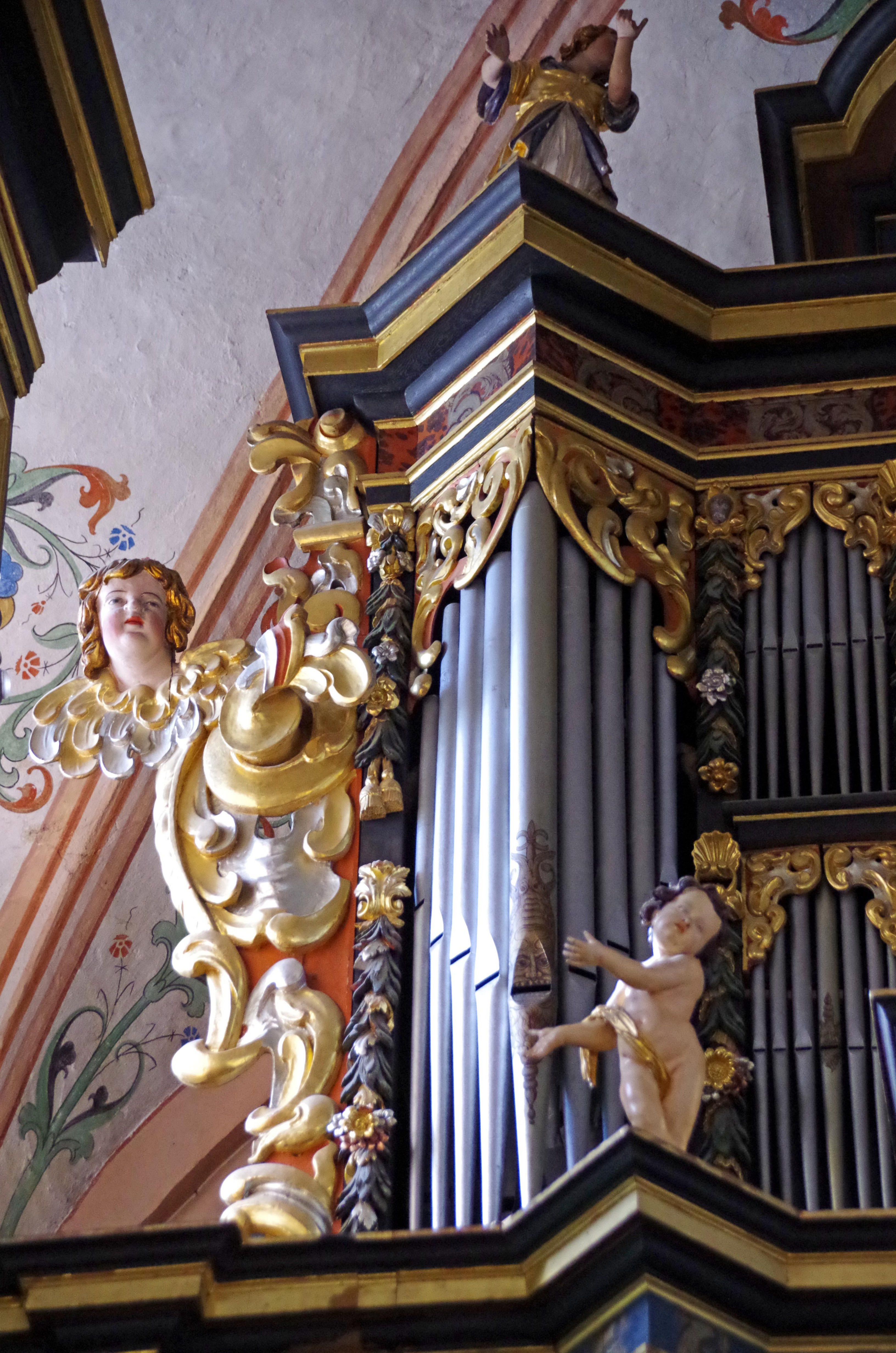
Königorgel Steinfeld, Seitenputto

## Glocken
Im Jahr 1956 goss die Glockengießerei Otto aus Bremen-Hemelingen vier Bronzeglocken mit der Schlagtonreihe: d′ – e′ – fis′ – g′. Die Glocken haben folgende Durchmesser: 1443 mm, 1285 mm, 1145 mm, 1081 mm. Die Glocken wiegen 1950 kg, 1400 kg, 1000 kg, 800 kg.

## Weitere Ausstattung

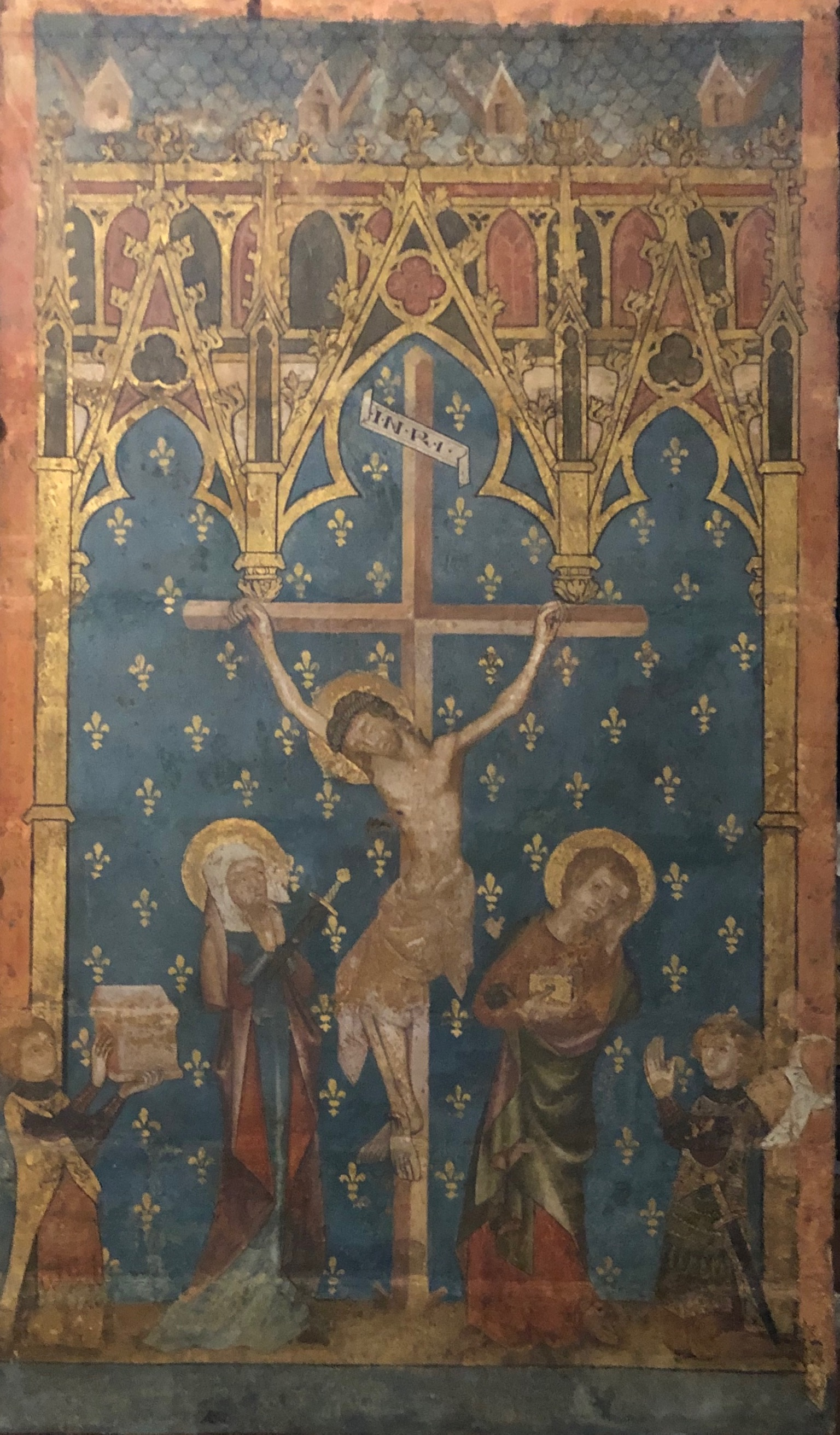
Gotisches Wandgemälde: Kreuzigungsgruppe

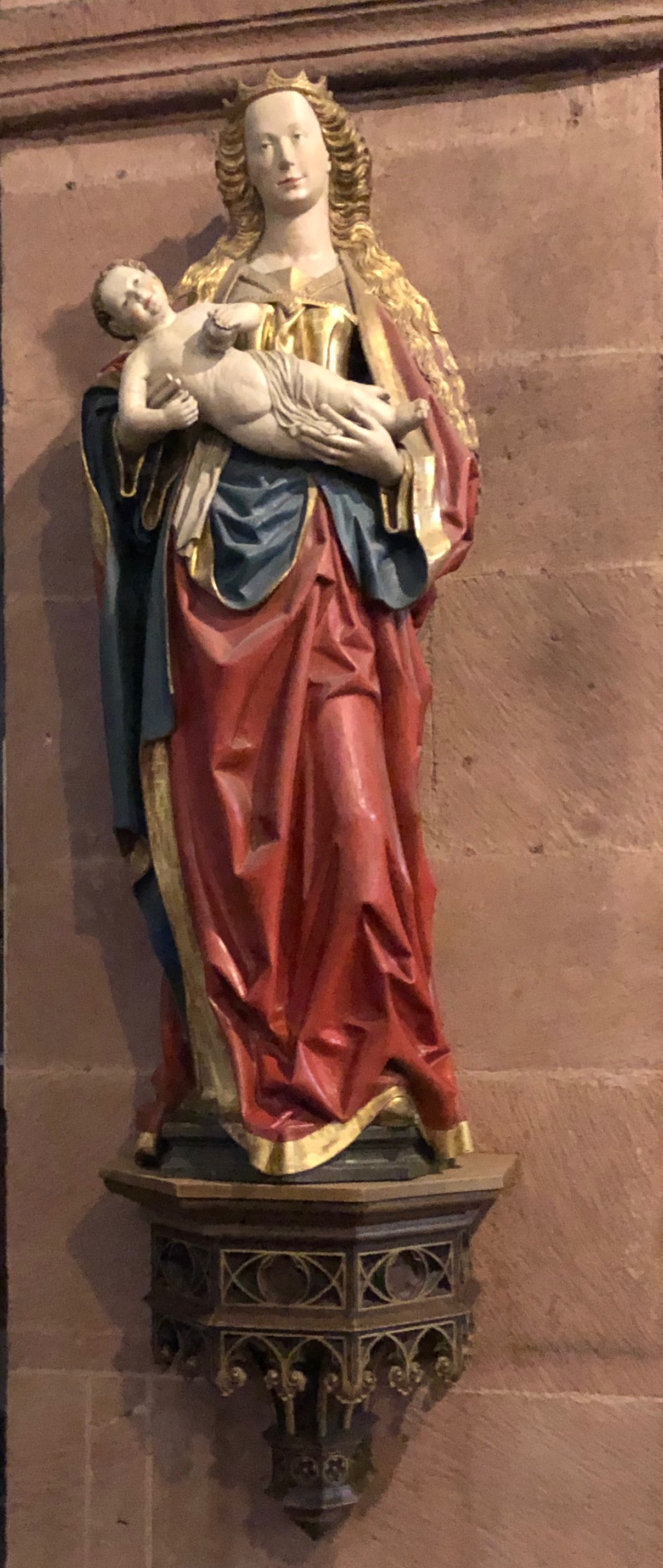
Maria mit Kind im „Weichen Stil“

Der ursprünglich romanische Kreuzgang, hinter der Klosterpforte, wurde von 1492 bis 1517 durch einen Gang in gotischem Stil ersetzt. Die kunstvollen Glasfenster des Kreuzganges (hergestellt zwischen 1526 und 1557) wurden nach der Säkularisation über Köln nach England verkauft. Dort wurden einige Fenster in Dorfkirchen und Privatkapellen eingebaut, so in die des Earl Brownlow in Ashridge Park. Montague Rhodes James, der Anfang des 20. Jahrhunderts die Glasfenster katalogisierte, wurde dadurch zu seiner Geistergeschichte The Treasure of Abbott Thomas inspiriert, deren Handlung zum Teil in (einem von James imaginierten) Steinfeld spielt. Eine Darstellung der Königin von Saba vor Salomo gelangte in die Kirche St. Mary the Virgin in Depden, Suffolk. Der Großteil der Glasfenster befindet sich heute im Victoria and Albert Museum, darunter das Glasfenster der Auferstehung Christi und die Darstellung von Christus am Kreuz. Nur zwei Scheiben kamen zurück nach Steinfeld. Die Größere zeigt den heiligen Apostel Simon, den Eiferer, mit der eigenen Unterarmreliquie in einem gläsernen Reliquienkasten. Dieses Fenster wurde von Johannes Hillen, vormals Bruder in Steinfeld und ab 1522 Abt von Sayn, gestiftet.
In der Kirche stammen zahlreiche noch sichtbare Wandmalereien aus dem Mittelalter. Die älteste ist die Darstellung Christi in der Glorie in der Ursulakapelle von ca. 1170. Christus in der Mandorla ist umgeben von zwei Engeln und den vier Evangelistensymbolen. Von beiden Seiten nähern sich die heilige Ursula mit ihrem weiblichen Gefolge. Eine Darstellung des Heiligen Potentinus und ein Fresko der Gottesmutter mit Kind auf den beiden östlichen Vierungspfeilern entstanden um 1325. Es sind gotische Monumentalmalereien mit überlebensgroßer Höhe von 3,40 Metern. Das gotische Wandgemälde im rechten Querschiff wurde um 1340 aufgemalt. Die Kreuzigungsgruppe unter dem spätgotischen Baldachin zeigt neben Christus, María und Johannes, Graf Wilhelm V. von Jülich (Markgraf seit 1336).
Die Pietà im nördlichen Seitenschiff, ganz in der Nähe des Eingangs, wurde 1420 aus Tuffstein gemeißelt. Drei große Schnitzfiguren (hl. Potentinus, hl. Hermann Josef und Maria mit Kind) stammen vom Ende des 15. Jahrhunderts. Maria mit Kind sind wie auch die Pietà unverkennbar im „Weichen Stil“ gefertigt, Potentinus als „aquitanischer Herzog“ und Herman Josef mit Priesterkelch in der Hand dargestellt.
Die Kreuzigungsgruppe mit Maria und Johannes in der Vorhalle befand sich ursprünglich über dem Lettner. Stilistisch ist sie Meister Tilmann von Köln zuzuordnen und zeigt deutliche Ähnlichkeit mit der Kreuzigungsgruppe in St. Severin in Hermühlheim.

## Steinfelder Missale
Ein um 1180 in Steinfeld geschriebenes Missale befindet sich heute nach dem Verkauf im 19. Jahrhundert und mehreren Zwischenstationen, darunter der Bibliothek von William Morris und der Sammlung von Peter Ludwig, im Getty Museum (Ms Ludwig V4). Das Werk ist auf Pergament geschrieben, hat 145 Blätter im Format 250 mal 175 mm. Der Einband ist aus Kalbsleder, der Deckel aus Eichenholz mit Messingschließen.

## Steinfeld in der Literatur
Das säkularisierte Kloster Steinfeld ist Schauplatz der Schauergeschichte „Der Schatz des Abtes Thomas“ von Montague Rhodes James, in der ein englischer Gelehrter durch ein rätselhaftes, nach Norwich verbrachtes Kirchenfenster des Klosters auf die Spur eines Schatzes und seines übernatürlichen Bewachers gelenkt wird.

## Bildergalerie

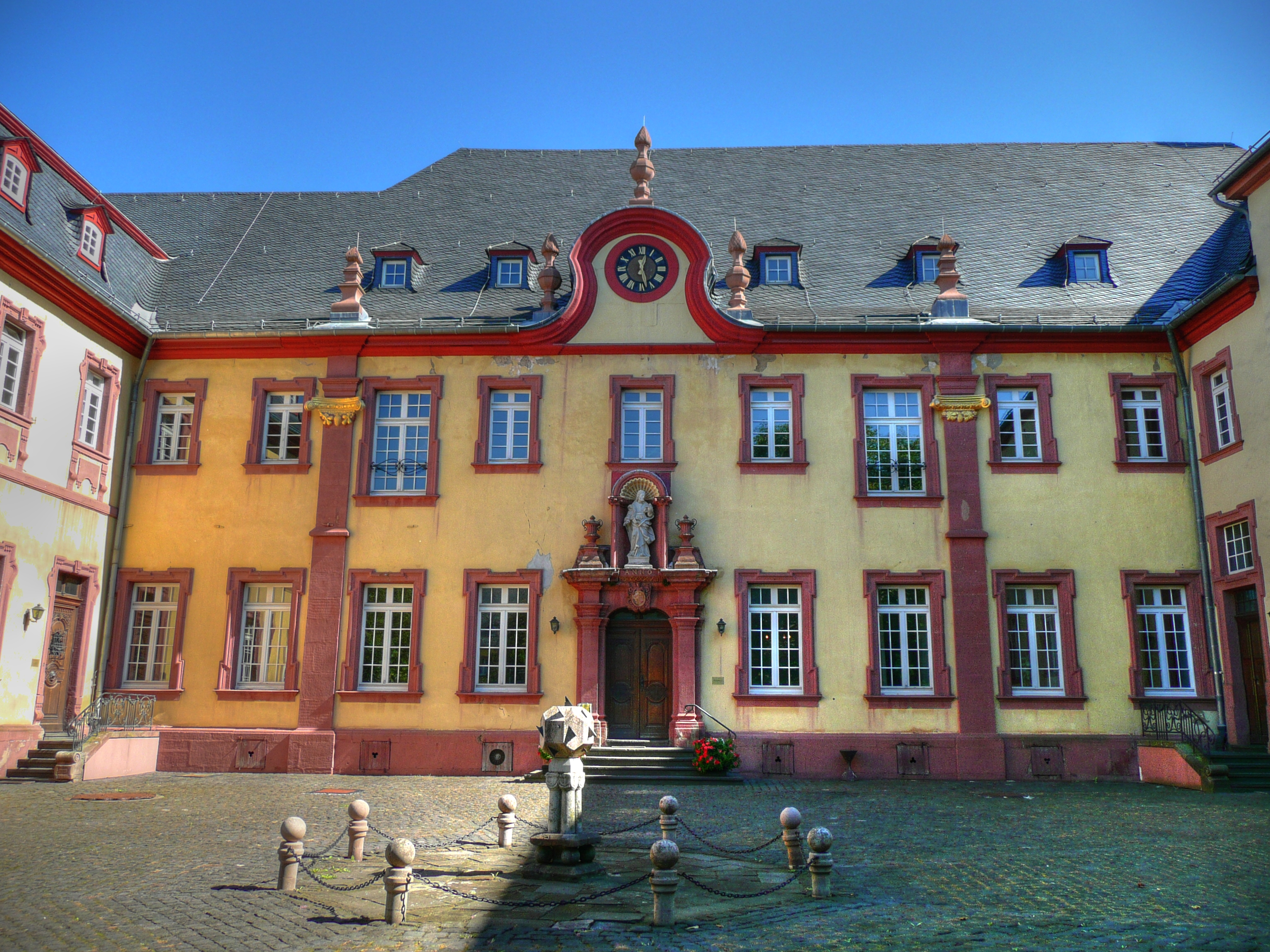
Die Prälatur, das Hauptgebäude des Klosters
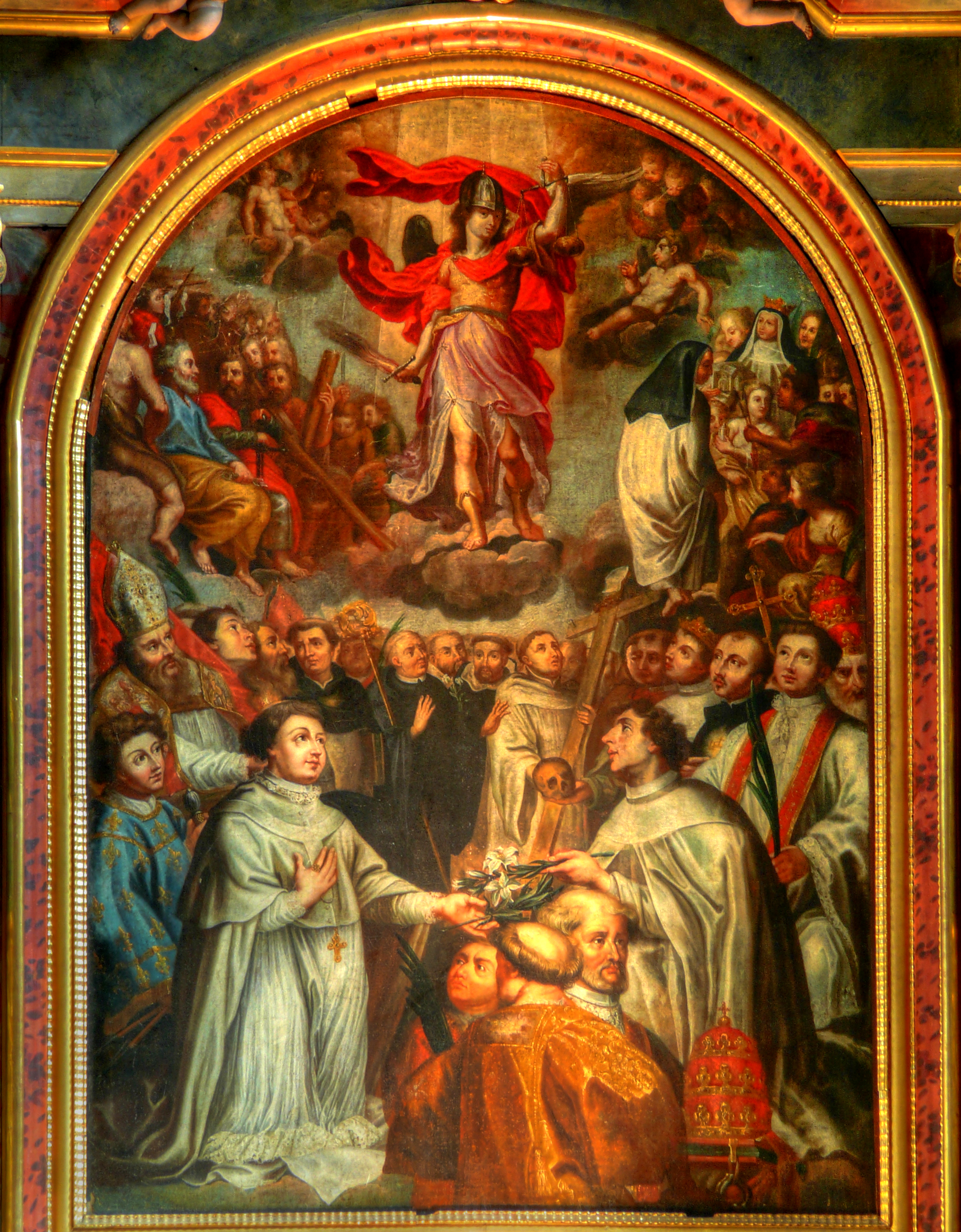
Altarbild
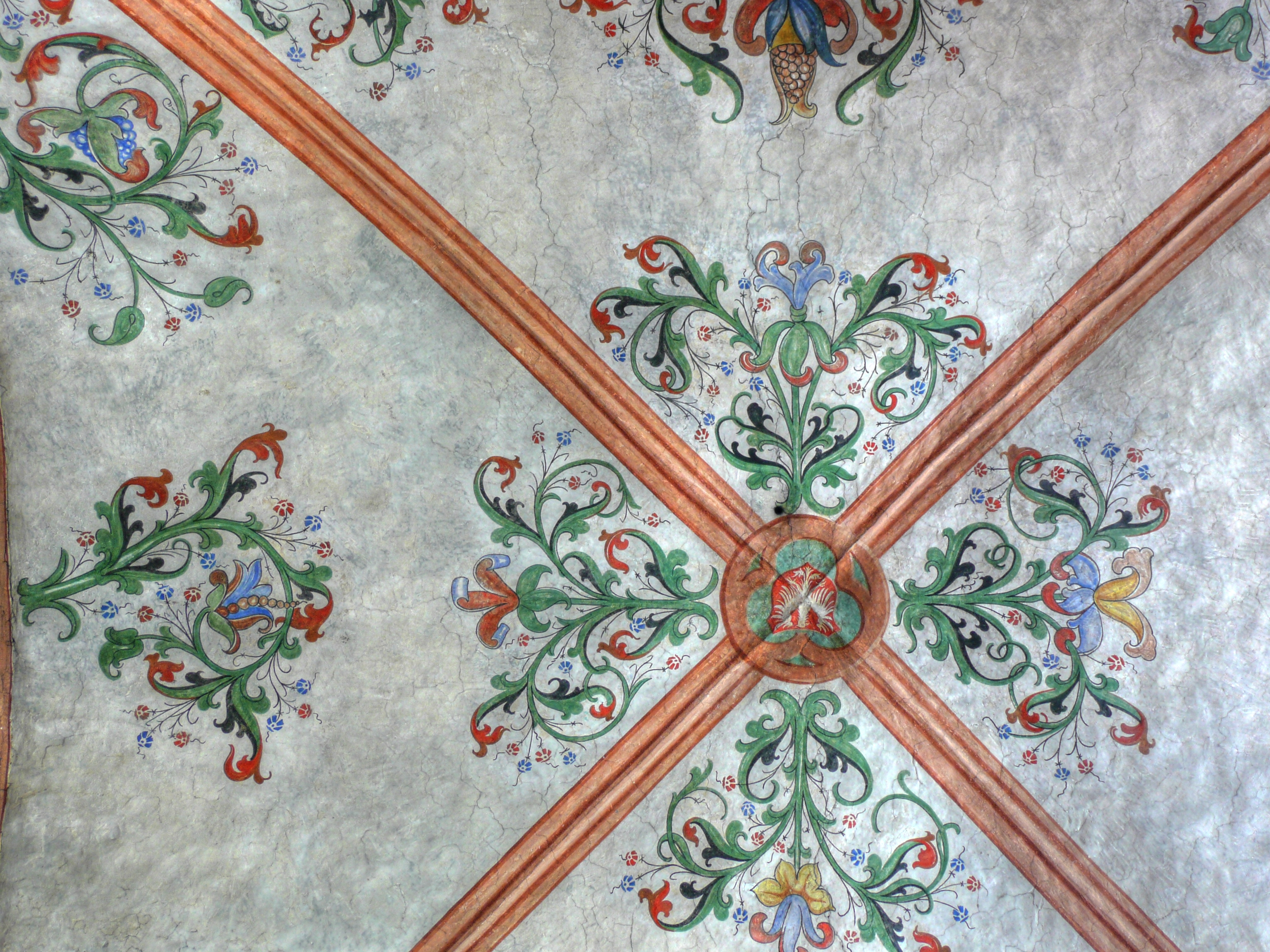
Kreuzrippen und Deckenbemalung
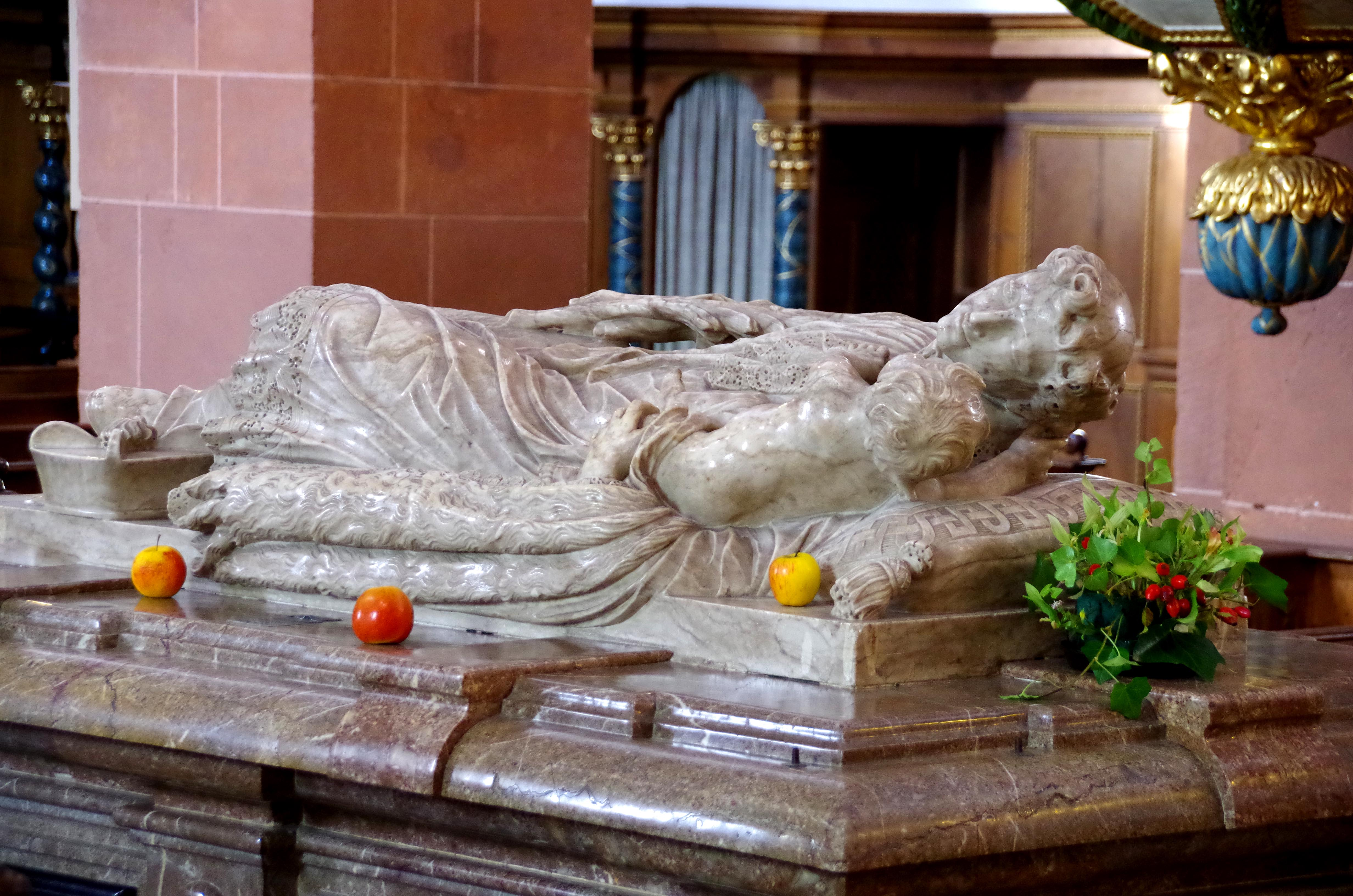
Sarkophag des hl. Hermann Josef
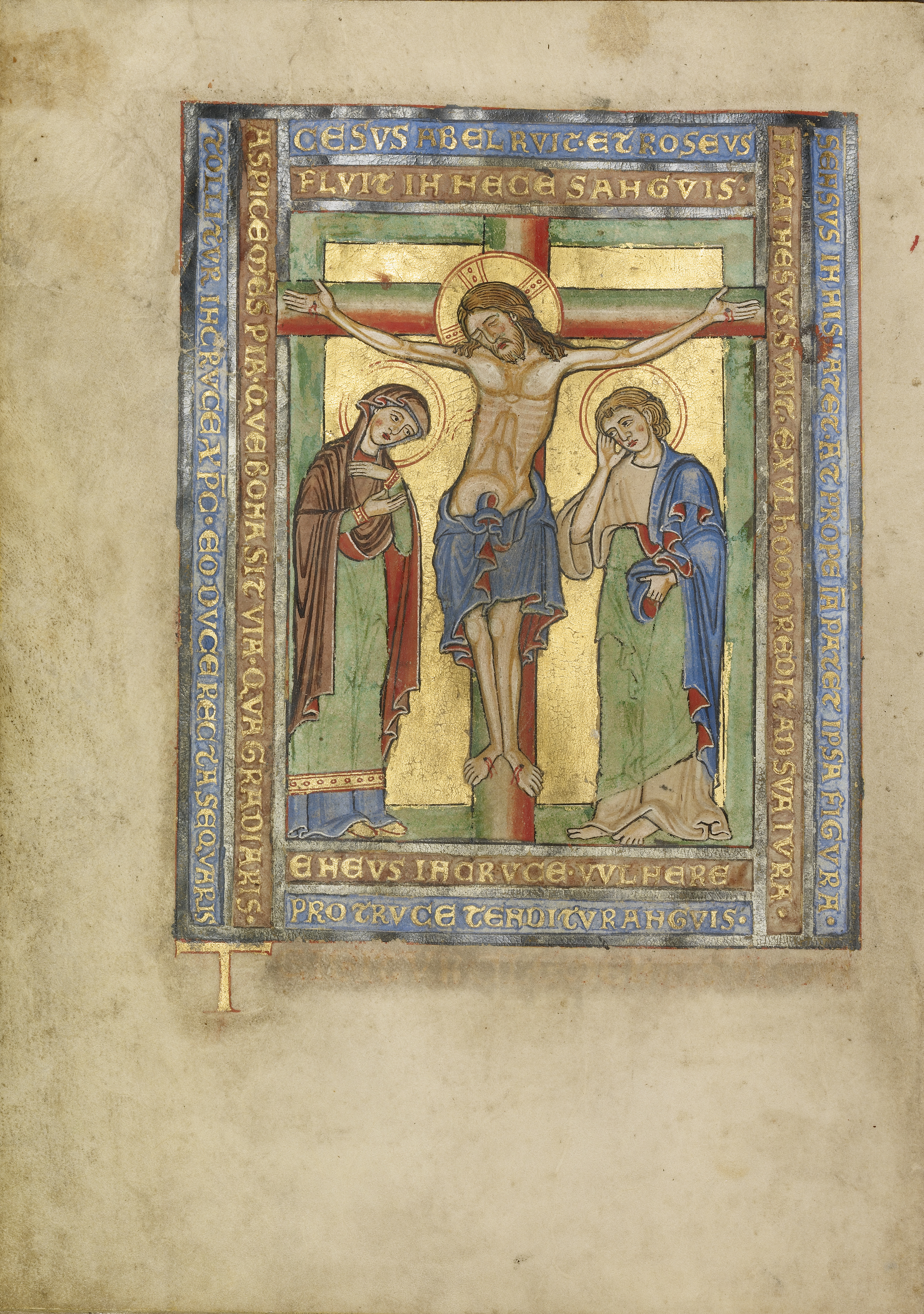
Kreuzigungsszene aus dem Steinfelder Missale
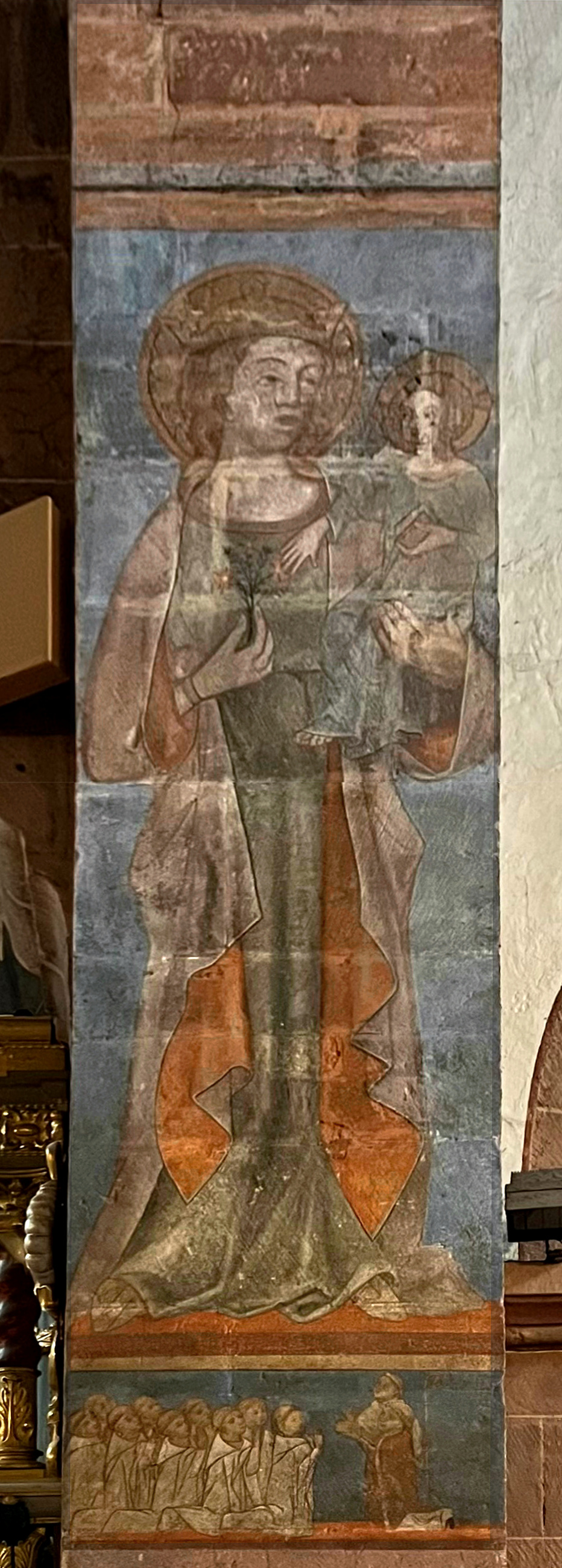
Gottesmutter mit Kind
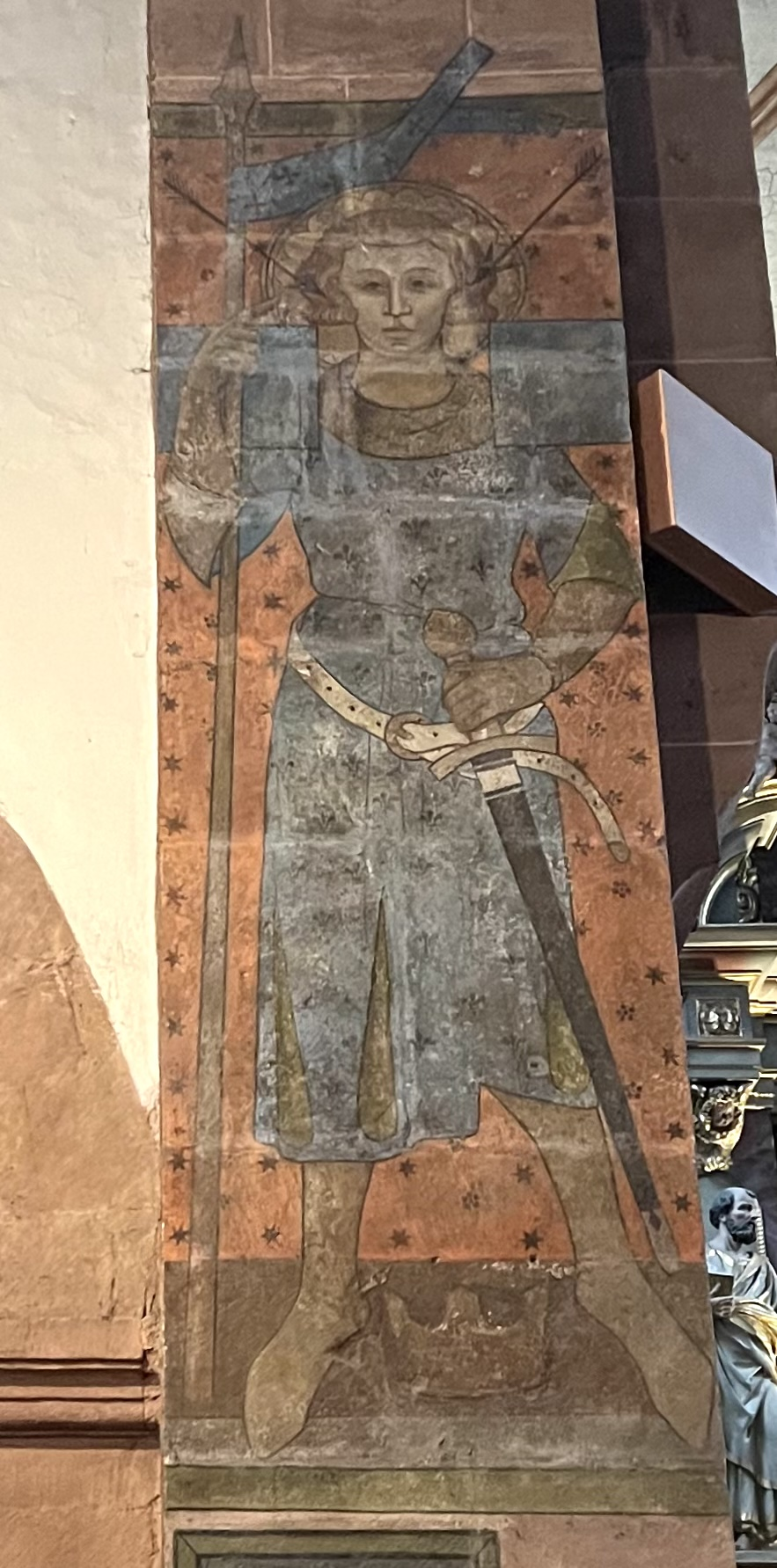
Heiliger Potentinus
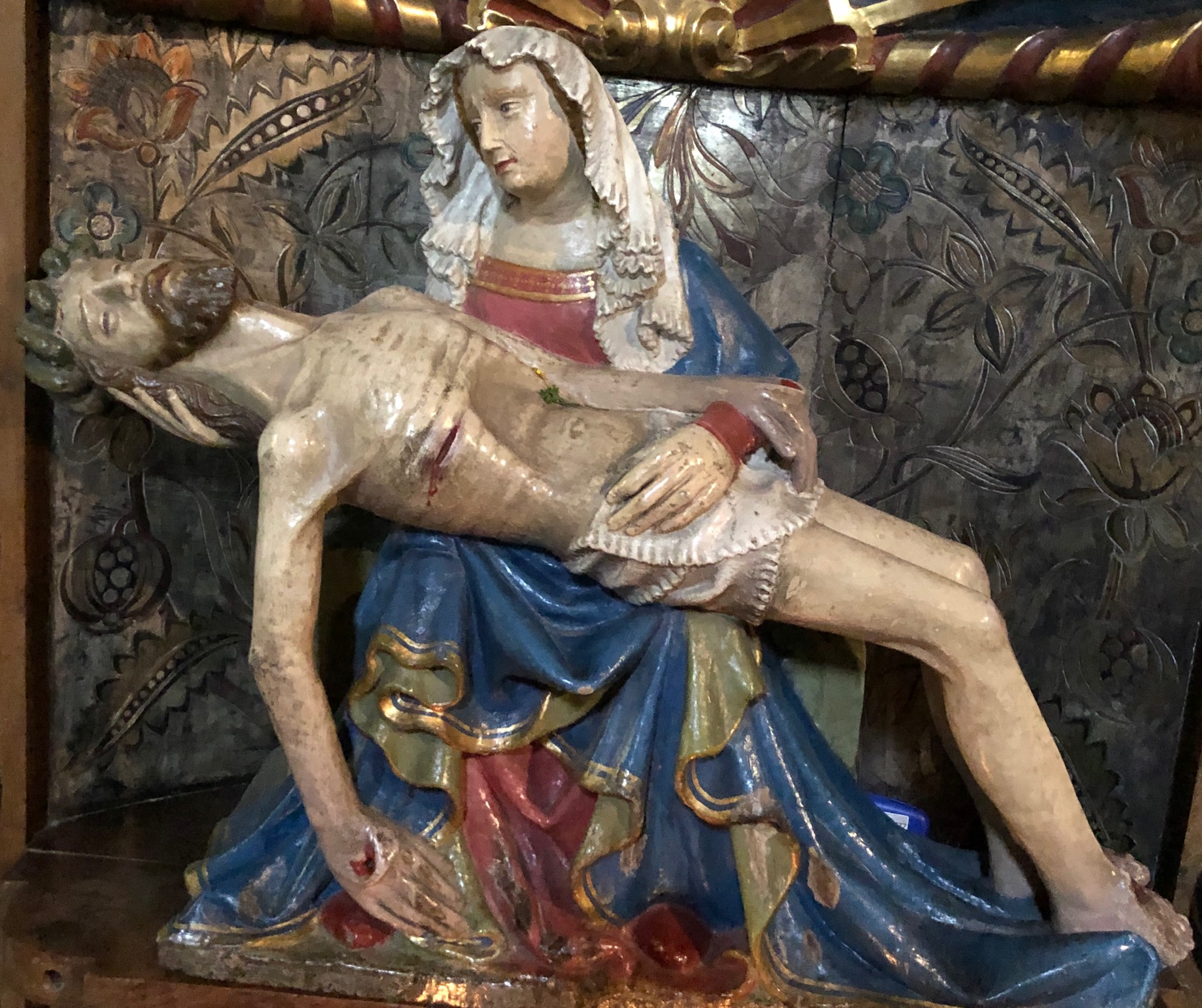
Pieta
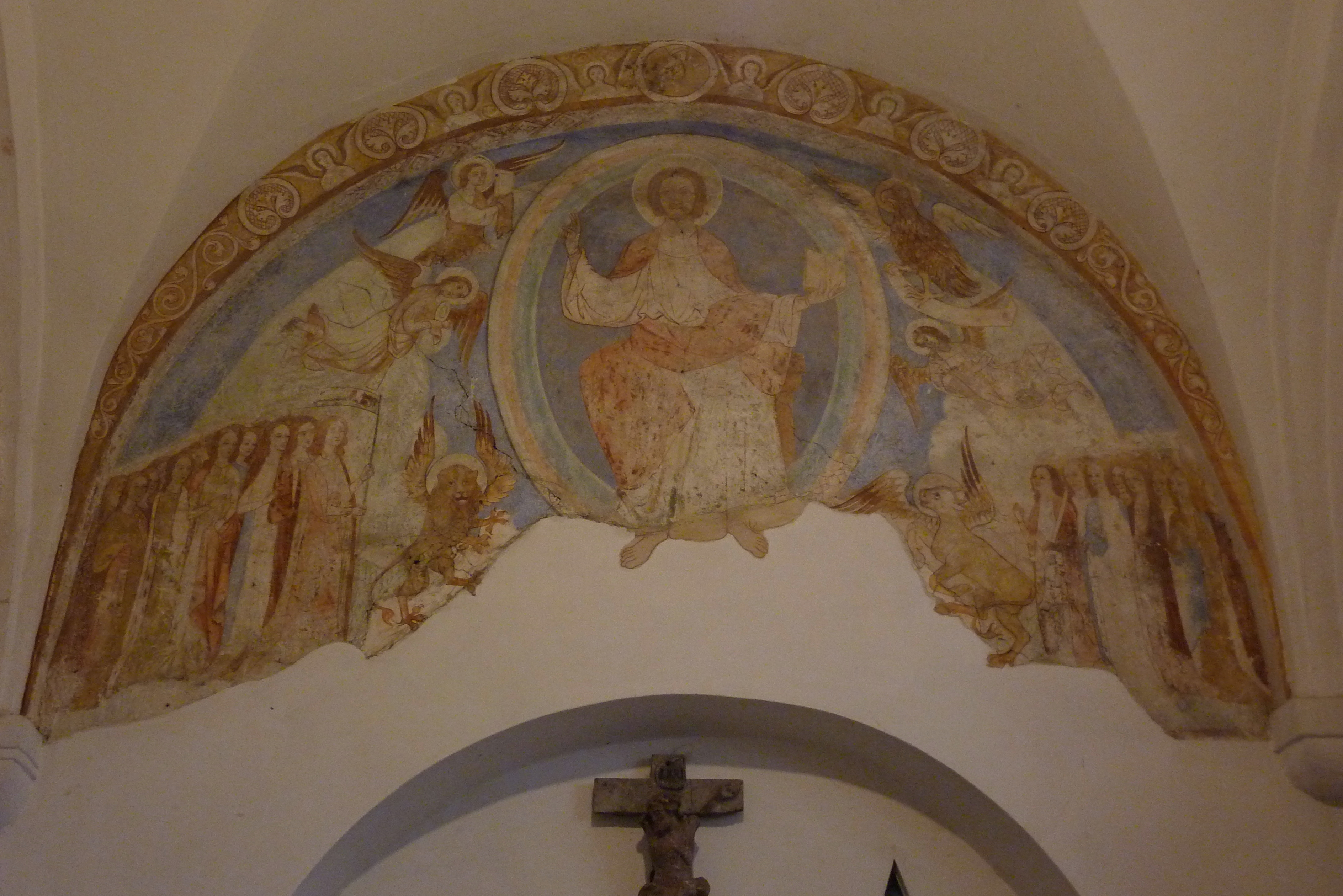
Ursulafresko
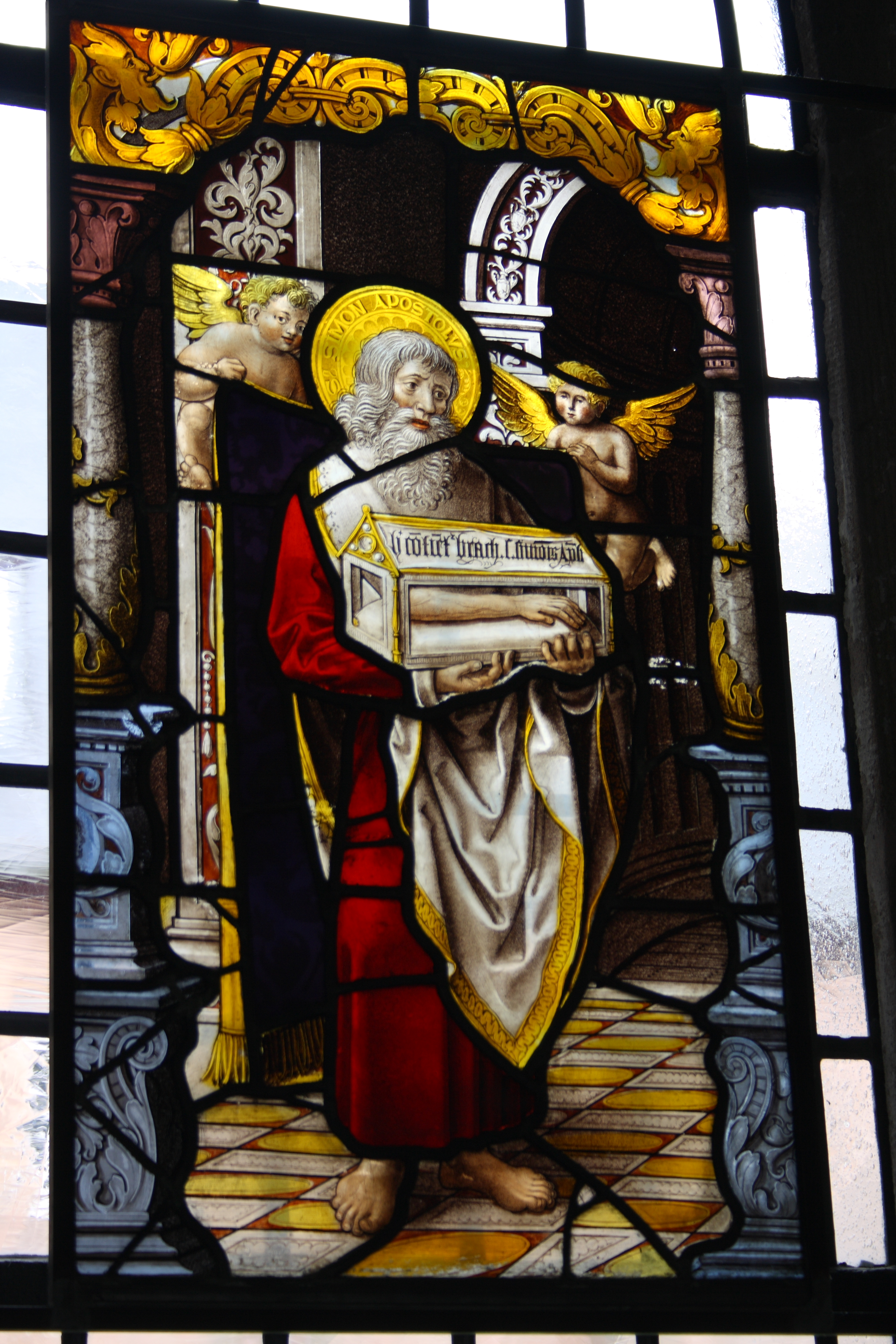
Apostel Simon mit Armreliquie

## Pfarrer der Pfarrgemeinde Steinfeld
Folgende Priester wirkten bislang als Pfarrer an St. Potentinus, Felicius und Simplicius:
- 1923–1932: P. Hubert Kreutzer SDS
- 1932–1947: P. Sulpitius Schmitz SDS
- 1947–1953: P. Siegbald Fiene SDS
- 1953–1955: P. Rainer Gutsfeld SDS
- 1955–1960: P. Cletus Lohmann SDS
- 1960–1965: P. Reinhold Schier SDS
- 1965–1975: P. Reinhard Diefenbach SDS
- 1976–1982: P. P. Thomas Rudnick SDS
- 1982–1995: P. Andreas Münck SDS
- Seit 1995: P. Wieslaw Kaczor SDS